# 特质理论
在心理學中，特質理論或性格理論等（英語：Trait theory）是一種研究人類人格的方法。特質理論家如奧爾波特和卡特爾主要對特質的測量感興趣，特質可以定義為行為、思想和情緒的習慣模式。 根據這種觀點，特質是隨著時間的推移相對穩定，且因人而異（例如，有些人外向而另一些人不外向），是在各種情況下相對一致並影響行為的個性方面。該概念與心智狀態（英語：Mental state）相反，心智狀態是相對短暫的傾向。 
在一些理論和系統中，特質是一個人擁有或不具備的東西，但在許多其他方面，特質是諸如外向與內向之類的（測量）維度，每個人的情況都分佈在這個漸變範圍內。
有兩種定義該概念的方法：作為內部因果屬性或作為純粹的描述性摘要。內部因果定義指出，特質會影響我們的行為，導致我們按照該特質做事。另一方面，特質作為描述性摘要，是對我們不試圖推斷因果關係的行為的描述。

## 關於該概念分類與因素分析的討論
几乎有无限数量的潜在的特质可以用来描述人格。但是，因素分析的统计技术已经证明，特质的特定集群可靠地关联在一起。汉斯·艾森克建议，人格可以归结为三个主要特质。 其他研究人员认为，需要更多的因素，以充分描述人的人格。 目前许多心理学家认为，五个因素就足够了。